# Meskfjorden
Meskefjorden (nordsamisk: Mieskavuonna) er den inderste fjordarm af  Varangerfjorden i Nesseby kommune i Troms og Finnmark fylke i Norge. Fjorden ligger på nordsiden af Angsnes. Fjorden har indløb mellem Bunes i nord og Geahceváinjárga i syd og går otte kilometer mod vest til Varangerbotn.
Der ligger flere landbrug langs hele nordsiden af fjorden. Europavej E75 går langs nordsiden  og mødes med Europavej E6 nær bunden af fjorden.
Den indre del af fjorden er beskyttet som Varangerbotn naturreservat.